# ميشيل تيسيوري
ميشيل تيسيوري (بالإنجليزية: Michelle Tisseyre)‏‏ (13 مارس 1918 في مونتريال - 21 ديسمبر 2014 في مونتريال) صحفية، ومقدمة تلفزيونية من كندا.

## التعليم
تعلمت ميشيل تيسيوري في:
- جامعة مكغيل

## الجوائز
حصلت ميشيل تيسيوري على الجوائز الآتية:
- ضابط وسام كندا